# 勒加 (卡尔瓦多斯省)
勒加（法語：Le Gast，法語發音：[lə ɡa] ⓘ）是法国卡尔瓦多斯省的一个旧市镇，属于维尔区。2017年，勒加与临近的9个市镇合并为新市镇努德谢讷。

## 地理
勒加（48°47'45"N, 1°4'34"W）面积12.74 平方千米，位于法国诺曼底大区卡爾瓦多斯省，该省份为法国西北部沿海省份，北濒大西洋英吉利海峡，东北与滨海塞纳省以海上边界相接，东临厄尔省，南至奧恩省，西与芒什省接壤。
与勒加接壤的市镇（或旧市镇、城区）包括：尚迪布、圣瑟韦卡尔瓦多斯、库卢夫赖-布瓦伯纳特尔、圣米歇尔德蒙茹瓦。

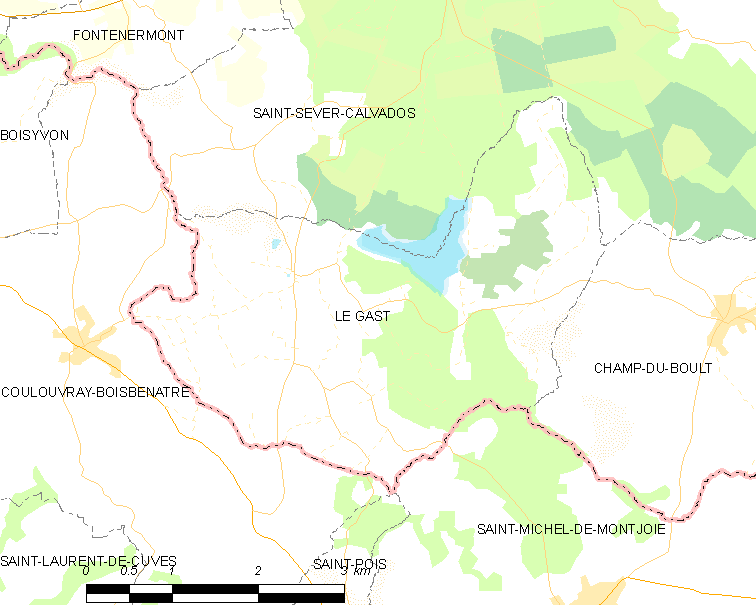
的OSM定位图

勒加的时区为UTC+01:00、UTC+02:00（夏令时）。

## 行政
勒加的邮政编码为14380，INSEE市镇编码为14296。

## 政治
勒加所属的省级选区为维尔诺曼底县。

## 人口

1962-2008年间人口变化图示

勒加于2018年1月1日时的人口数量为170人。